# Al Ghuwariyah
Al Ghuwariyah (em árabe: الغويرية) é uma cidade localizada no município Al Khor no Qatar. Al Ghuwariyah já foi um município mas em 2004 foi ligada com Al Khor que fica a leste do país..
Desde o ínicio de 1920 tem sido habitado maioritariamente pela tribo Al-Naimi.

## Demografia
Em 2010 Al Ghuwariyah tinha 4834 habitantes. 
| Março de 1986 | Março de 1997 | Março de 2004 |
| ------------- | ------------- | ------------- |
| 1629          | 1716          | 2159          |

### Registo de nascimentos por nacionalidade e sexo
| Ano  | Masculino Qatari | Feminino Qatari | Total | Masculino Não Qatari | Feminino Não Qatari | Total Não Qatar | Total Homens | Total Mulheres | Total |
| ---- | ---------------- | --------------- | ----- | -------------------- | ------------------- | --------------- | ------------ | -------------- | ----- |
| 2001 | 4                | 1               | 5     | 2                    | 2                   | 4               | 6            | 3              | 9     |
| 2002 | 5                | 2               | 7     | 3                    | 4                   | 7               | 8            | 6              | 14    |
| 2003 | 6                | 3               | 9     | 2                    | 5                   | 7               | 8            | 8              | 16    |
| 2004 | 23               | 30              | 53    | 19                   | 15                  | 34              | 42           | 45             | 87    |
| 2005 | 5                | 5               | 10    | 7                    | 2                   | 9               | 12           | 7              | 19    |
| 2006 | 7                | 4               | 11    | 3                    | 7                   | 10              | 10           | 11             | 21    |